# Hasadtlemezű gomba
A hasadtlemezű gomba (Schizophyllum commune) a bazídiumos gombák (Basidiomycota) törzsébe, azon belül a kalaposgombák (Agaricales) rendjébe tartozó faj.
A hasadtlemezű gombafélék (Schizophylaceae) rendszertani helye a lemezes és a taplószerű gombák között van, s hol az egyik, hol a másik rendbe helyezik. Egyetlen gyakori faj Európában.
Önálló nemzetségbe tartozik,
névadó tulajdonságáról, a hasadt lemezeiről könnyen felismerhető.
Mivel szaporítása mesterséges táptalajon is egyszerű, ezért genetikai és anatómiai kutatásokban gyakran használják.
Latin nevében a schizophyllum osztott lemezeket, a commune szó közöset jelent, ez utóbbi elnevezés az összenőtt kalapokra utal.

## Előfordulása
Egész évben megtalálható, széles körben elterjedt gombafaj, az Antarktisz kivételével szinte az egész világon előfordul.
Észak-Európában főként bükkön nő.
Magyarországon gyakori fehérkorhasztó gombafaj.
Megtelepszik az élő lombosfákon, gyümölcsfákon, fenyőfákon viszont ritkábban található meg.
A frissen vágott fatörzseken, de az elpusztult ágakon, lehullott fakorhadékon is élősködik. Az elsők között telepszik meg az ilyen aljzaton.
Mindenféle faanyagon, még szalmabálán is képes élőhelyet találni. Nem kíméli a beépített faanyagot, faházakat, kerti bútorokat sem.

## Megjelenése
Taplószerűen kemény, szívós, ellenálló gomba. Legyező formájú, gyakran több kalap is összenő tetőcserépszerűen egymással.

### Kalapja
1–4 cm széles, színe nedvesen szürke, barnásszürke, esetleg halvány okkersárga, szárazon szürkésfehér, ezüstös. Néha lila árnyalatú is lehet, vagy zöldes színű, ez utóbbit a rajta növő moszatok okozzák. Felülete bolyhos-nemezes, szőrözött. A kalap széle hullámos, kissé begöngyölt.

### Lemezei
Sűrűn álló, a rögzülési helytől sugarasan kiinduló, különböző hosszúságú, kezdetben halvány ibolyakék, később rózsaszínes szürke színű lemezeinek éle hosszában kettéhasadt és kétfelé széthajlik. Nevét is erről a jellegzetes, könnyen felismerhető tulajdonságáról kapta. Száraz időben, mikor a levegő nedvességtartalma alacsony, a lemezek felkunkorodnak, egymással összezáródnak, így akadályozzák meg a spórák kiszóródását. A nedvességtartalom növekedésével a lemezek újra kiegyenesednek, a spórák így ki tudnak hullani. 
Ez a fajta szaporodási védelem is hozzájárul rendkívüli sikerességéhez, mely a természetben rendkívül ritka. Még télen is található a lemezei között életképes spóra.

### Spórái
Fehér vagy halványvörös színűek, felületük sima, formájuk hengeres, 4–6 x 1,5 x 2,5 mikron méretűek.

### Húsa
Világos színű, szívós, bőrszerűen hajlékony.

### Tönkje
Hiányzik, vagy nagyon rövid, szürkésfehér, nemezes szőrös. A termőtestet a kalap elvékonyodott töve rögzíti, innen indulnak ki a legyező formájú lemezek.

## Fogyaszthatósága
Nem mérgező, de élvezhetetlen, viszont több gyógyhatású anyagot is izoláltak már belőle.
Szívós húsát egyes primitív törzsek rágógumiként használják.

## Veszélyessége
Emberre is komoly veszélyt jelent, mivel spórái belélegezve megtapadhatnak az orrnyálkahártyában, de akár a tüdőben is, és ott fejlődésnek indulnak. A tüdőn kívül az agyszövetet is megtámadhatja.
Külföldön, szövetmintából és DNS azonosítással számos esetet dokumentáltak.
Regisztráltak olyan esetet is mikor a gyermek szájpadlását is átszakította a gomba növekvő termőteste.

## Védekezés ellene
Fehérrothadást okozó, hosszú életű, rendkívüli alkalmazkodó- és szaporodó képességű gomba, mely megtalálható egész évben. 
Nem csak elhanyagolt gyümölcsösökben, falukban, de városi parkokban, fasorokban is egyre nagyobb mértékben szaporodnak el. 
Nagyon korai felismeréssel, sebkezeléssel, permetezéssel esetenként még legyőzhető a továbbfertőződés, bár a legtöbb esetben már szinte lehetetlen a fába került gombákat elpusztítani. Éppen ezért a legnagyobb hangsúly a megelőzésen van. A fákat óvni kell a mechanikai sérülésektől, ugyanis a legkönnyebben a friss sebekben tudnak megtelepedni a spórák. Például motoros fűkaszával történő fűvágásnál, akár egy egyszerű műanyag hengerrel is védhető a fák törzse.
Nagyon fontos a szaporítóanyag megfelelő minősége, ezért a facsemeték beszerzése, csak megbízható, ellenőrzött faiskolákból történjen. 
Nem tanácsos külföldi szaporítóanyag behozatala, mert ez új, ismeretlen kórokozók, kártevők betelepítésével is járhat.
Nemesítéssel, megnövekedett ellenálló képességű fákat próbálnak létrehozni, melyek nagyobb védekezőképességgel rendelkeznek.

## Összetéveszthetősége
Jellegzetes kinézete miatt más gombafajjal nem téveszthető össze.

## Képgaléria
|  |  |  |  |

|  |  |  |  |